# La Femme de Rio
La Femme de Rio est un court métrage français réalisé par Emma Luchini et Nicolas Rey.
Il a remporté le César du meilleur court métrage lors de la 40e cérémonie des César en 2015.

## Synopsis
Un alcoolique abstinent depuis trois mois s'enferme chez lui. Une jeune femme à la recherche de son téléphone parvient cependant à entrer en contact avec lui.

## Fiche technique
- Réalisation : Emma Luchini et Nicolas Rey
- Scénaristes : Nicolas Rey, Emma Luchini
- Photographie : Prune Brenguier
- Montage : Benjamin Favreul
- Son : Philippe Deschamps
- Scripte : Mylène Mostini
- Directeur de production : Martin Jaubert
- Sociétés de production : Flamingoz et Nolita Cinema
- Durée : 20 minutes

## Distribution
- Nicolas Rey : Gabriel
- Céline Sallette : Audrey
- Laurent Laffargue : Yves Kléber
- Steve Tran : Antoine

## Distinctions
- 2014 : 
  - sélectionné au Festival international du court métrage de Clermont-Ferrand[1]
  - Festival international du court-métrage de Bruxelles : Prix d’interprétation féminine : Céline Sallette
  - Prix Unifrance du court-métrage : Prix Spécial[2]
- 2015 : César du meilleur court métrage